# Мастертон, Грэм
Грэм Мастертон (англ. Graham Masterton; 16 января 1946, Эдинбург) — популярный британский писатель, известный как автор романов ужасов.

## Биография и творчество
Родился 16 января 1946 года в Эдинбурге (Шотландия), в семье ученого.
Работал ответственным редактором в мужских журналах «Mayfair» и «Penthouse» (британская версия).
Его литературный дебют — роман «Маниту» («The Manitou», 1975) стал бестселлером. Через три года была снята экранизация с Тони Кёртисом в главной роли.
После этого Мастертон работает как профессиональный писатель, создвая по три-четыре книги в год. Тем не менее, его романам сопутствует успех как у читателей, так и у критики. Роман «Склеп» («Charnel House», 1978) получает специальный приз от устроителей детективной премии «Эдгар». Мастертон — единственный нефранцузский лауреат Prix Julia Verlanger, эту премию он получил за роман Family Portrait, оригинальную переработку романа Оскара Уайльда «Портрет Дориана Грея».
Также Мастертон известен как автор более чем двадцати практических пособий по сексу, в том числе издававшихся в России.
В настоящее время Мастертон проживает вместе с женой (полькой по происхождению) в городе Корк (Ирландия). У них трое сыновей. На сегодняшний день опубликовано 80 романов Мастертона в жанре хоррора, тёмного городского фэнтези, исторической саги, триллера и романа-катастрофы. Помимо этого в 1994—2000 годах были изданы четыре его авторских сборника рассказов.